# دیوارهای مالاپاگا
دیوارهای مالاپاگا (به ایتالیایی: Le mura di Malapaga) یا آن‌سوی دروازه‌ها (به فرانسوی: Au-delà des grilles) فیلمی فرانسوی-ایتالیایی ساخته سال ۱۹۴۹ به کارگردانی رنه کلمان است. در این فیلم ژان گابن و آیسا میراندا به ایفای نقش پرداختند. گابن نقش یک خلافکار فرانسوی به نام پی‌یر آرینیون را بازی می‌کند که در راه فرار به جنوای ایتالیا می‌رسد و عاشق دختری به اسم مارتا مانفردینی (میراندا) می‌شود.